# Catherine Coquery-Vidrovitch
Catherine Coquery-Vidrovitch (16è districte de París, 25 de novembre de 1935 és una historiadora francesa, especialista en història d'Àfrica i professora emèrita de la Universitat Denis Diderot.

## Formació i carrera universitària
Catherine Coquery-Vidrovitch és una antiga alumna de l'Escola normal superior de Sèvres i agregada d'història (1959). El 1966 va presentar una tesi de 3r cicle titulada Brazza et la prise de possession du Congo. La mission de l'ouest africain, 1883-1885, sota la direcció d'Henri Brunschwig, a l'École Pratique des Hautes Études, i després va presentar una tesi d'estat, titulada Le Congo au temps des grandes compagnies concessionnaires : 1898-1930, el 1970.
Va fer algunes estades al Centre Woodrow Wilson per Acadèmics Internacionals (1987), al Centre d'Estudis Històrics Shelby Cullom Davis de la universitat de Princeton (1992) i al Centre d Recerca d'Humanitats de la universitat de Canberra (1995), va esdevenir catedràtica a la facultat de geografia, història i ciències socials (GHSS) de la universitat Denis Diderot (1975-2002).
Ha fundat i dirigeix, a finals dels 1970, el laboratori Coneixement del Tercer Món/ frica, que es va convertir en SEDET, Societats en Desenvolupament: Estudis Transdisciplinaris i en 2014, conformà el Centre d'Estudis en Ciènces Socials dels Mons Africans, Americans i Asiàtics (CESSMA UMR 245). Es va jubilar en 2001 i esdevingué professora emèrita.
Ha dirigit prop de 175 tesis d'història, incloent les de molts acadèmics i polítics, africans i francesos, com Pierre Boilley, Achille Mbembe, Laurent Gbagbo, Ferdinand Nahimana, Facinet Béavogui, Jean-Louis Triaud, Jean-Jacques Vigoureux, Sumda Nurukyor, Muya Bia-Lushiku-Lumana, Mohamed Mbodj, Idrissa Kimba, Pierre Boussoukou-Boumba, Monique Lakroum, Jean-Didier Alavo, Serge Nédelec, Bernard Salvaing, Odile Goerg, Ibrahima Thioub i altres.

## Recerques científiques

### Orientació de la recerca
El seu treball se centra en l'Àfrica, les polítiques de colonització i sobre el concepte d'imperialisme i capitalisme a Àfrica.
La seva tesi d'estat (1970) estudià el desenvolupament d'una economia colonial per França a Àfrica equatorial entre 1898 i 1930. Hi considera que, durant aquestes tres dècades, es va produir una transició, una activitat de trànsit exclusivament comercial, que va ser acompanyada per una ocupació territorial discontínua, principalment al voltant de posicions costaneres (Libreville i Loango), o al llarg dels rius (Brazzaville, Ouesso), a una activitat enfocada en cultius de plantació, l'explotació dels recursos forestals, dipòsits minerals, que va ser acompanyada per l'establiment d'una administració colonial. També s'interessà em 'estudi de les modalitats polítiques d'aquesta transformació, el seu impacte en les persones, en particular pel que fa a la mobilitat geogràfica, l'aplicació de noves estructures econòmiques, afirma, han configurat l'economia de l'Àfrica contemporània.
Igualment es va interessar per les dones en el context colonial, tractant de posar en relleu el seu paper i funció en la societat. La perspectiva de Catherine Coquery-Vidrovitch és doble: com a cronològica, estudia la situació de les dones a l'Àfrica precolonial, al camp i a les viles, després colonial i després postcolonial, amb la transició urbana précoloniale, à la campagne et à la ville, puis coloniale et postcoloniale, avec la transition urbaine; i com a temàtica, estudià les qüestions lligades a l'educació de les noies, el lloc de lesdones en la política, sobre la sexualitat i el seu paper en els moviments d'emancipació.

### Polèmiques
L'historiador Daniel Lefeuvre (1951-2013) qüestionà alguns aspecters dels treballs de Catherine Coquery-Vidrovitch, sobre la colonització francesa al Magrib a Pour en finir avec la repentance coloniale. Ell creu que la perspectiva d'ella, segons la qual «el Magrib, al seu torn havia omplert les arques de l'Estat, i especialment els colons i els industrials interessats, gràcies al vi i el blat d'Algèria i els fosfats del Marroc ». és discutible. Sosté per la seva part que «fins a 1930, el Magrib no sols no omple les arques de l'Estat, sinó que, ben al contrari, els colons patiren una dramàtica crisi de liquiditat que va portaria a la majoria la fallida si la Metròpoli no hagués volat al seu rescat». També rebutja l'afirmació de C. Coquery-Vidrovitch segons la qual « a partir dels anys 1950 […] al seu torn l'Àfrica negra va donar suport a l'economia francesa, amb l'argument que el seu domini colonial, lluny de ser un paradís era un "pou sense fons" per als contribuents francesos..

### Responsabilitats institucionals
És membre de l'oficina del CISH (Comité international des sciences historiques) (2000-2005).

## Premis i distincions
En 2008 fou nomenada comandant de la Legió d'Honor. El 1999 fou nomenat Distinguished Africanist Award per l'associació estatunidenca African Studies Association. En 2014 fou elevada a la dignitat de Gran oficial de l'Orde Nacional del Mèrit.

## Vida privada
Es va casar amb Michel Coquery (1931-2011), geoògraf i antic director de l'ENS Fontenay-Saint-Cloud. Va tenir quatre fills. La seva filla Natacha Coquery és professora i investigadora especialista en història urbana i el consum al segle xviii.

## Publicacions

### Com a autora
- Afrique noire : permanences et ruptures, Éditions Payot, 1985.
- Afrique noire. Permanences et ruptures (Payot 1985) 2e éd. révisée, L'Harmattan 1992 ISBN 978-2738417831
- Histoire des villes d´Afrique noire : Des origines à la colonisation, Albin Michel, 1993 ISBN 9782226063304
- Les Africaines. Histoire des femmes d'Afrique du XIXè au XXè siecles, Paris, Desjonquères, 1994 ISBN 9782904227806
- L´Afrique et les Africains au XIXe siècle, Paris, Colin, 1999 ISBN 2200250576
- Le Congo au temps des grandes compagnies concessionnaires, 1898-1930, Paris, Éditions de l'EHESS, 2001 (rééd. de 1972) ISBN 9782713212918, en ligne Tome 1 et Tome 2, thèse d'État.
- Des victimes oubliées du nazisme : les Noirs et l'Allemagne dans la première moitié du XXe siècle, Le Cherche-Midi, 2007 ISBN 978-2-7491-0630-4.
- Enjeux politiques de l'histoire coloniale, Marseille, Agone, 2009 ISBN 978-2-7489-0105-4
- Petite histoire de l'Afrique : l'Afrique au sud du Sahara de la préhistoire à nos jours, La Découverte, 2010 ISBN 978-2-7071-6713-2.
- Mission Pierre Savorgnan de Brazza / Commission Lanessan (préface), Le Rapport Brazza, Mission d'enquête du Congo, Rapport et documents (1905-1907), Paris, Le Passager clandestin, 2014 ISBN 978-2-36935-006-4.
- (Article) « Afrique : une histoire universelle. », Revue Projet 2/2016 (n° 351), p. 12-20
- (Chapitre) « Le postulat de la supériorité blanche et de l'infériorité noire », in Marc Ferro (dir.), Le livre noir du colonialisme. XVIe-XXIe siècles : de l'extermination à la repentance, Paris, Robert Laffont, 2003, p. 646-685

### Direcció i co-direcció
- amb Henri Moniot, L'Afrique noire, de 1800 à nos jours, Paris, PUF, coll. « Nouvelle Clio », 2005 (1re éd. 1974)
- L'Afrique et la crise de 1930 (1924-1938), Paris, Revue française d'histoire d'outre-mer, tome LXIII, n. 232-233, 1976, .
- amb Charles-André Julien et Magali Morsy (éd.) Les Africains, Paris, [Jeune Afrique], 1977.
- Sociétés paysannes du Tiers-Monde, Lille, Presses universitaires de Lille, 1981 (rééd. L'Harmattan, 1991).
- amb Odile Goerg, L´Afrique occidentale au temps des Français, colonisateurs et colonisés, c. 1860-1960, Paris, La Découverte, 1992 ISBN 2707121460
- La découverte de l'Afrique : l'Afrique noire atlantique, des origines au XVIIIe siècle, L'Harmattan, collection Archives, 2003 ISBN 9782747552585